# کتابخانه زمان اجرا
در برنامه نویسی کامپیوتر، کتابخانه زمان اجرا مجموعه‌ای از روال سطح پایین است که توسط کامپایلر به منظور فراخوانی برخی از رفتارهای یک محیط زمان اجرا، استفاده شده‌ است، از طریق قرار دادن تماس با کتابخانه زمان اجرا، در باینری قابل اجرای گردآوری شده محیط زمان اجرا مدل اجرا را پیاده می‌کند. توابع توکار و دیگر رفتارهای اساسی یک زبان برنامه نویسی. در حین اجرای (زمان اجرا) آن نوع برنامه کامپیوتر، فراخوانی به کتابخانه زمان اجرا باعث ارتباطات بین باینری اجرایی و محیط زمان اجرا می‌گردد. کتابخانه زمان اجرا اغلب شامل ساخته شده در توابع برای مدیریت حافظه یا برای استثناء رسیدگی؛ بنابراین، یک کتابخانه زمان اجرا همیشه مختص به پلت فرم و کامپایلر است.
کتابخانه زمان اجرا ممکن است یک بخش از رفتار محیط زمان اجرا را انجام دهد، ولی اگر کسی کد فراخوانی‌های فعال را بخواند، آن‌ها به‌طور معمول تنها پوشه‌های نازک هستند که به سادگی اطلاعات را بسته بندی می‌کند و آن به محیط زمان اجرا یا سیستم عامل ارسال می‌کند. با این حال، گاهی اوقات کتابخانه مدت زمان اجرا به معنای شامل کد از محیط زمان اجرا خود است. حتی اگر بسیاری از آن کدها را نمی‌توان به‌طور مستقیم از طریق یک تماس کتابخانه به آن‌ها دسترسی پیدا کرد.
به عنوان مثال، برخی از ویژگی‌های زبان است که قابل اجرا هستند. تنها (و یا کارآمد و دقیق تر) در زمان اجرا و در محیط زمان اجرا، اجرا می درخواست شود. به عنوان مثال برخی ازخطاهای منطقی API شود و ممکن است از طریق کتابخانهٔ زمان، چک کننده مرزهای آرایه،کنترل نوع پویا، پردازش استثناء، و احتمالاً قابلیت اشکال زدایی. به همین دلیل، تا زمانی که برنامه در یک محیط «زنده» با داده‌های واقعی مورد آزمایش قرارگیرد برخی از اشکالات برنامه نویسی کشف نمی‌شوند. با وجود چک کردن زمان کامپایل پیچیده و تست که در طول توسعه انجام شده‌است.
به عنوان مثالی دیگر، یک کتابخانه زمان اجرا ممکن است از کد ساخته شده درسطح پایین بیش از حد پیچیده عمل کند برای نصب و استقرار در آن‌ها در طول گردآوری. مانند پیاده‌سازی عملیات ریاضی که به‌طور مستقیم توسط پردازنده هدف پشتیبانی نمی‌شود؛ یا عملیات‌های متفرقه مختلف-کامپایلر خاص و دستورها.
مفهوم کتابخانه زمان اجرا نباید با یک کتابخانه برنامه عادی اشتباه گرفته شود. برای مثال زبان برنامه نویسی ).Crt0 به میزان کمی به کتابخانه زمان اجرا دارد (معمولاً به نام به حداقلC) که توسط هر اجرایی فراهم شده‌است تعریف می‌کند. 